# Temmen-Ringenwalde
Temmen-Ringenwalde är en kommun i Landkreis Uckermark i förbundslandet Brandenburg i Tyskland.
Kommunen bildades den 31 december 2001 genom en sammanslagning av de tidigare kommunerna Ringenwalde och Temmen. 
Kommunen ingår i kommunalförbundet Amt Gerswalde tillsammans med kommunerna Flieth-Stegelitz, Gerswalde, Milmersdorf och Mittenwalde.